# Mexikanische Badmintonmeisterschaft 1964
Die Mexikanische Badmintonmeisterschaft 1964 fand in Mexiko-Stadt statt. Es war die 18. Auflage der nationalen Titelkämpfe von Mexiko im Badminton. Vizemeister im Herreneinzel wurde Raúl Rangel.

## Titelträger
| Disziplin    | Sieger                         |
| ------------ | ------------------------------ |
| Herreneinzel | Antonio Rangel                 |
| Dameneinzel  | Lucero Soto                    |
| Herrendoppel | Antonio Rangel Raúl Rangel     |
| Damendoppel  | Carolina Allier Lucero Soto    |
| Mixed        | Antonio Rangel Carolina Allier |